# Scaphoideus flavidus
Scaphoideus flavidus är en insektsart som beskrevs av Barnett 1979. Scaphoideus flavidus ingår i släktet Scaphoideus och familjen dvärgstritar. Inga underarter finns listade i Catalogue of Life.